# Федеральные стандарты обработки информации
Федеральные стандарты обработки информации (англ. Federal Information Processing Standards, FIPS) — открыто публикуемые стандарты, разработанные правительством США, используемые всеми гражданскими правительственными учреждениями и контрагентами в США.
Стандарты FIPS разработаны для установления требований для различных целей, таких как обеспечение компьютерной безопасности и совместимости, и предназначены для случаев, когда подходящих отраслевых стандартов ещё не существует. Многие из стандартов FIPS представляют собой изменённые версии других широко распространённых стандартов (ANSI, IEEE, ISO и т. п.).
Некоторые из стандартов FIPS были разработаны правительством США. Например, коды стран, а также такие криптографические стандарты, как DES (FIPS 46) и AES (FIPS 197).
Стандарты FIPS для кодирования названий стран и регионов подобны стандартам ISO 3166 и NUTS.